# Alucita rhaptica
Alucita rhaptica är en fjärilsart som beskrevs av Edward Meyrick 1920. Alucita rhaptica ingår i släktet Alucita och familjen mångfliksmott, (Alucitidae). Inga underarter finns listade i Catalogue of Life.